# علي الهكاري

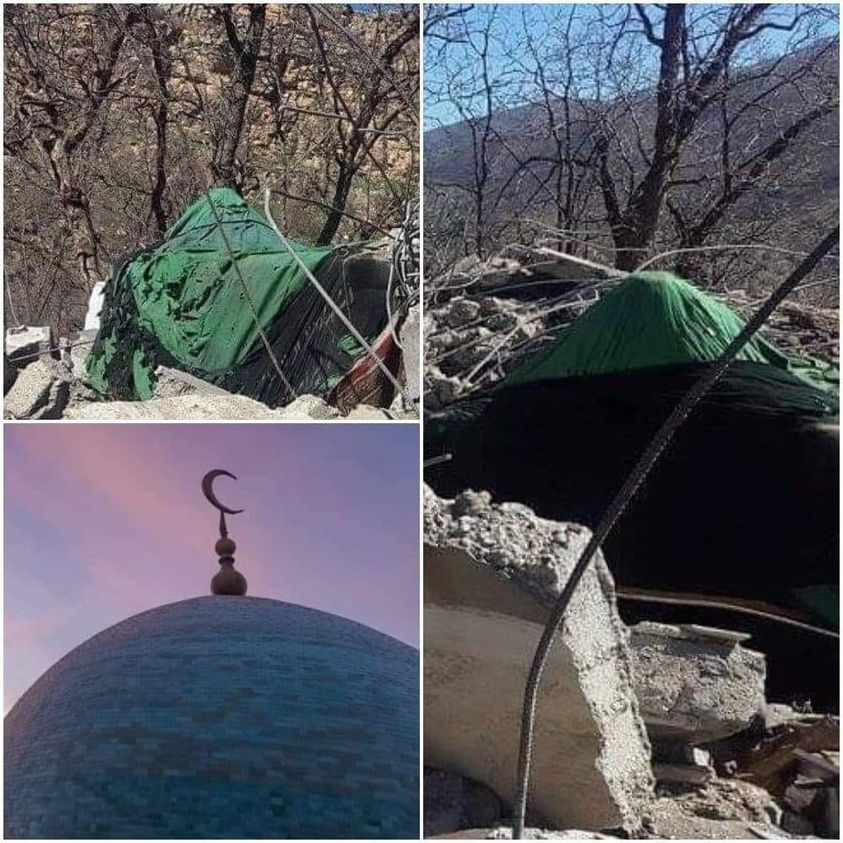
مرقد الشيخ علي الهكاري

علي بن أحمد الهكاري هو عالم صوفي ولد في سنة 409 للهجرة وتوفي في سنة 486 هـ. لُقب بشيخ الإسلام وبالهكاري ولد في هكار، الموصل .

## حياته
ولد في احد قرى الموصل في العراق في عام 409 هـ عُرِف بالزهد، طريقته هي الطريقة العلية واخذها من الشيخ أبو الفرج الطرسوسي وكان له مجلس في بغداد.  توفي في عام 486 هـ، 